# شته آبی
شَته آبی یکی از گونه‌های شته است.
وقتی حشرات پرنده روی سطح آب می‌نشینند طعمه شته شکارچی می‌شوند بعضی شته‌ها مثل پشه پا بلند مرداب در سطح آب گردش می‌کنند و حشرات غوطه ور شده را می‌خورند شته‌های دیگر توی آب زندگی می‌کنند و به حیوانات کوچکی مثل بچه قورباغه و بچه وزغ حمله می‌کنند و همچنین ماهی‌های کوچک را مورد حمله قرار می‌دهند شته آبی مثل تمام حشرات دیگر دارای دو جفت بال بوده و بیشتر آنها پرواز کنندگان خوبی هستند.